# Heroic Bloodshed
Heroic Bloodshed oder Hong-Kong-Blut-Oper (HKBO) ist ein Subgenre des Actionfilms, das in Hongkong entstanden ist.
Der Begriff Heroic Bloodshed wurde von dem britischen Fanzine-Redakteur Rick Baker in den späten 1980ern geprägt, mit ausdrücklichem Bezug auf die Stile der Regisseure John Woo und Ringo Lam. Auf seine selbst gestellte Frage: „What is heroic bloodshed?“ antwortet Baker nur ausweichend, schreibt immerhin etwas von „the sound of multiple gunshots, and streets strewn with bodies“. Nach einer Kurzvorstellung der „drei wichtigsten“ Protagonisten der „Bloodshed scene“ (Chow Yun-fat, Andy Lau und Ti Lung) kommt er zu dem überraschenden Schluss: „So after that brief intro I’m sure you’re almost converted, and if you enjoy films like Die Hard stroke Untouchables stroke Godfather films, from a triad point of view, then this is your scene.“ In Nr. 11 gibt Baker eine weitere Kurz-Definition, wenn er in der Einleitung schreibt: „HEROIC BLOODSHED is a terminolgy used to describe the total mayhem that evolves through the movie into a final orgy of destruction.“ Baker leitete seinen Begriff wohl ab vom chinesischen Originaltitel (übersetzt: Blutvergießen/Bloodshed zweier Helden) von John Woos Film The Killer. Die chinesische Bezeichnung Yingxiong Pian(Heldenfime) geht auf Woos A Better Tomorrow zurück.
Thomas Gaschler stellt klar: „Hero Movies bilden bis Anfang der 90er das dominierende Mainstream- (Sub-) Genre. Inhaltlich geht es um Macht- und Konkurrenz- kämpfe in der Hak She Wui, der ‚Schwarzen Gesellschaft‘, und/oder um Zusammenstöße mit den Ordnungshütern im Jianghu (…) Charakteristisch für die Yingxiong Pian sind harte und rasante Action-Szenen, eine Überhöhung der Male Bonding-Ideale Loyalität und (Männer-)Freundschaft als subgenre-konstitutierende Faktoren sowie eine romantisch-fatalistische Noir-Stimmung, welche die zumeist nihilistische Grundhaltung der Figuren dominiert. Sie illustrieren den Fatalismus angesichts der ungewissen Post-97er-Zukunft, sind somit Reflexionen der Krise: Vom Versprechen auf soziale Gerechtigkeit enttäuscht, wird der als korrupt empfundenen gesellschaftlichen Moral ein ideeller Unterweltkodex entgegengesetzt, der im Hong-kong-Kino tragisch scheitern muß: Mit zwei Knarren in den Händen beschreiten die Protagonisten den Hak Tou, den ‚Schwarzen Weg‘, der in den Hero Movies direkt ins Verderben rauschhafter Blutbäder führt.“
In Heroic-Bloodshed-Filmen werden sentimentale Geschichten mit opernhafter Gewalt verbunden. Die Action in diesen Filmen ist rhythmisch und akrobatisch und die Geschichten handeln normalerweise von Attentätern oder Auftragsmördern.

## Amerikanisierung
Als John Woo den amerikanischen Markt betrat, entstanden mehrere Filme im Stile dieser Blut-Opern. Zuerst drehte er Im Körper des Feindes, einen Film mit John Travolta und Nicolas Cage in den Hauptrollen, der sehr positive Kritiken bekam. Regie führte John Woo auch bei Mission: Impossible II, der Fortsetzung von Brian De Palmas Mission: Impossible. Viele prangerten John Woos amerikanische Filme an, die im Vergleich zu seinen Hong-Kong-Filmen als minderwertig betrachtet wurden, möglicherweise aufgrund von Einschränkungen in Bezug auf seine Regie und Choreographie.

## Heroic-Bloodshed-Filme

### Hong Kong
- A Better Tomorrow (1986)
- A Better Tomorrow II (1987)
- A Better Tomorrow III (1989)
- A Moment of Romance (1990)
- A War Named Desire (2000)
- As Tears Go By (1988)
- Bullet in the Head (1990)
- City on Fire (1987)
- City War (1988)
- Exiled (2006)
- Full Contact (1993)
- Fulltime Killer (2001)
- Hard Boiled (1992)
- Legacy of Rage (1986)
- Long Arm of the Law (1984)
- Long Arm of the Law 2 (1987)
- My Heart is that Eternal Rose (1989)
- On The Run (1988)
- Peace Hotel (1995)
- Bullet for Hire  (1991)
- Return Engagement (1990)
- Rich and Famous (1987)
- School on Fire (1989)
- Sworn Brothers (1987)
- The Big Heat (1988)
- The Club (1981)
- The Killer (1989)
- Underground Express (1990)
- Young & Dangerous-Reihe (1996–2000)

### Amerikanische
- Desperado (1995)
- The Replacement Killers – Die Ersatzkiller (1998)
- Corruptor – Im Zeichen der Korruption  (1999)
- Der blutige Pfad Gottes (1999)
- John Wick (Filmreihe) (seit 2014)
- Matrix (1999)
- Matrix Reloaded (2003)
- Matrix Revolutions (2003)
- Shoot ’Em Up (2007)

### Südkoreanische
- A Bittersweet Life (2005)
- Scent of a Man (1998)

### Andere
- Crying Freeman – Der Sohn des Drachen (1995)
- Brother (2000)

## Details
- Hauptfiguren dieser Filme sind zumeist gutmütige Auftragsmörder mit einem starken Moralempfinden, was in einigen Fällen zum Verrat des Killers durch seinen Auftraggeber und Rettung vieler möglicher Opfer oder aufrichtiger Polizisten führt, die in keiner Weise korrumpiert werden können.
- Pistolen und halbautomatische Waffen werden häufig von den Helden aufgrund der höheren Bewegungsfreiheit verwendet. Häufig werden zwei Waffen gleichzeitig verwendet.
- Statisten sind äußerst kleine Charaktere, meist Bösewichte, die sehr schnell getötet werden. Sie sind schreckliche Gestalten und dienen nur dazu, den Bodycount des Helden zu erhöhen. Die Statisten benutzen die verschiedenartigsten Waffen, von Messern und Raketenwerfern bis hin zu Motorrädern.
- Die Helden in diesen Filmen sind äußerst wendig und führen alle Arten von akrobatischen Sprüngen, Mauerläufen, Rollen und Stürzen während des Kämpfen aus, um für eine anmutige, ballettartige Darstellung inmitten der Feuergefechte zu sorgen.
- Tauben sind eine Tradition in John Woos Filmen und symbolisieren die Reinheit der Seele. Sie sind besonders markant in The Killer, Harte Ziele, Im Körper des Feindes und Mission: Impossible II.
- Die Bosse der brutalen Gangs werden normalerweise als nahezu unverwundbar geschildert, bis zu dem Punkt, an dem sie die Hauptfigur ermorden. Dann wird irgendein anderer Charakter kommen und dem Boss seine gerechte Strafe geben.
- Die Hauptschurken sind gewöhnlich beim letzten Showdown in weiß gekleidet, was das Blut ihrer Wunden noch mehr betont.